# Der kleine Rabe Socke 2 – Das große Rennen
Der kleine Rabe Socke 2 – Das große Rennen ist ein deutscher Kinderfilm, der auf der Kinderbuchreihe Kleiner Rabe Socke basiert. Der Animationsfilm ist die Fortsetzung von Der kleine Rabe Socke (2012). Der Kinostart des zweiten Teils war am 30. Juli 2015 in der Schweiz sowie am 20. August 2015 in Deutschland. Ende 2019 kam der dritte Teil mit dem Titel Der kleine Rabe Socke – Suche nach dem verlorenen Schatz in die Kinos.

## Handlung
Für den Winter müssen die Waldtiere im Herbst Vorräte anlegen, alle helfen mit. Nur der kleine Rabe Socke rast lieber mit seiner Seifenkiste umher und liefert sich ein Rennen mit Eddi Bär. Prompt kollidiert er mit dem Vorratsspeicher, sodass die gesamten Wintervorräte der Tiere im Fluss landen.
Socke bekommt Fahrverbot und soll zur Strafe Nüsse sammeln. Als er mit Eddie die Nüsse bei Frau Dachs abliefern will, entdecken sie jedoch Brombeeren, die oben im Regal stehen. Um an die Brombeeren zu kommen, wollen sie eine Leiter benutzen, die allerdings einen morschen Dachbalken stützt. Kurz darauf stürzt die Hütte in sich zusammen und die Vorräte landen wiederum im Fluss.
Nun wollen die beiden zur Wiedergutmachung an einem Rennen teilnehmen, dessen Sieger 100 Goldtaler winken. Damit wollen sie neue Wintervorräte besorgen.

## Kritik
Der Filmdienst befand die „Die amüsante Fortschreibung von ‚Der kleine Rabe Socke‘ (2012) um den liebenswerten gefiederten Quertreiber“ glänze durch „große Fabulierfreude, intensive Farben und witzige Tollpatschigkeiten, was auch Vorschulkinder altersgemäß unterhält“. Der Film hätte allerdings „bei der Animation […] etwas mehr Sorgfalt vertragen“.